# Lutte aux Jeux olympiques de 1904
Navigation
Athènes 1896 Londres 1908
Résultats des épreuves de lutte libre aux Jeux olympiques d'été de 1904 à Saint-Louis aux États-Unis.

## -47,6 kg (poids mi-mouche)
| Médaille | Pays       | Lutteur              |
| -------- | ---------- | -------------------- |
| Or       | États-Unis | Robert Curry         |
| Argent   | États-Unis | John Hein            |
| Bronze   | Suisse     | Gustav Thiefenthaler |

## +47,6 -52,16 kg (poids mouche)
| Médaille | Pays       | Lutteur        |
| -------- | ---------- | -------------- |
| Or       | États-Unis | George Mehnert |
| Argent   | États-Unis | Gustave Bauer  |
| Bronze   | États-Unis | William Nelson |

## +52,16 -56,7 kg (poids coq)
| Médaille | Pays       | Lutteur        |
| -------- | ---------- | -------------- |
| Or       | États-Unis | Isidor Niflot  |
| Argent   | États-Unis | August Wester  |
| Bronze   | États-Unis | Louis Strebler |

## +56,7 -61,23 kg (poids plume)
| Médaille | Pays       | Lutteur           |
| -------- | ---------- | ----------------- |
| Or       | États-Unis | Benjamin Bradshaw |
| Argent   | États-Unis | Theodore McLear   |
| Bronze   | États-Unis | Charles Clapper   |

## +61,23 -65,77 kg (poids léger)
| Médaille | Pays       | Lutteur        |
| -------- | ---------- | -------------- |
| Or       | États-Unis | Otto Roehm     |
| Argent   | États-Unis | Rudolph Tesing |
| Bronze   | États-Unis | Albert Zirkel  |

## +65,77 -71,67 kg (poids mi-moyen)
| Médaille | Pays       | Lutteur          |
| -------- | ---------- | ---------------- |
| Or       | Norvège    | Charles Ericksen |
| Argent   | États-Unis | William Beckman  |
| Bronze   | États-Unis | Jerry Winholtz   |

## +71,67 kg (poids lourd)
| Médaille | Pays       | Lutteur         |
| -------- | ---------- | --------------- |
| Or       | Norvège    | Bernhoff Hansen |
| Argent   | Allemagne  | Frank Kugler    |
| Bronze   | États-Unis | Fred Warmbold   |

## Tableau des médailles
| Rang  | Pays       | Médaille d'or | Médaille d'argent | Médaille de bronze | Total |
| 1     | États-Unis | 5             | 6                 | 6                  | 17    |
| 2     | Norvège    | 2             | 0                 | 0                  | 2     |
| 3     | Allemagne  | 0             | 1                 | 0                  | 1     |
| 4     | Suisse     | 0             | 0                 | 1                  | 1     |
| Total | Total      | 7             | 7                 | 7                  | 21    |